# Національні автомобільні шляхи України
Національні автомобільні дороги — автомобільні дороги державного значення, що суміщені з національними транспортними коридорами і не належать до міжнародних автомобільних доріг, та автомобільні дороги, що з'єднують Київ, адміністративний центр Автономної Республіки Крим, адміністративні центри областей, місто Севастополь між собою, великі промислові і культурні центри з міжнародними автомобільними дорогами.
Перелік національних автомобільних доріг України, що містить їхню нумерацію, маршрут та протяжність, входить до переліку автомобільних доріг загального користування державного значення, що затверджуються Кабінетом Міністрів України кожні три роки і набувають чинності з 1 січня року, наступного за роком публікації постанови.

## Чинний перелік національних автомобільних доріг України (станом на 2019 рік)
| Індекс та номер дороги                                | Найменування автомобільної дороги                                                 | Протяжність, км |
| ----------------------------------------------------- | --------------------------------------------------------------------------------- | --------------- |
| Н01                                                   | Київ — Знам'янка                                                                  | 289,6           |
| Н02                                                   | М06 — Кременець — Біла Церква — Ржищів — Канів — Софіївка                         | 518,0           |
|                                                       | Під'їзд до м. Канева                                                              | 4,5             |
|                                                       | Разом                                                                             | 522,5           |
| Н03                                                   | Житомир — Чернівці                                                                | 336,1           |
|                                                       | Обхід м. Дунаївців                                                                | 2,7             |
|                                                       | Обхід м. Старокостянтинова                                                        | 11,2            |
|                                                       | Разом                                                                             | 350,0           |
| Н05                                                   | Красноперекопськ — Сімферополь                                                    | 115,0           |
|                                                       | Під'їзд до міжнародного аеропорту «Сімферополь»                                   | 1,0             |
|                                                       | Разом                                                                             | 116,0           |
| Н06                                                   | Сімферополь — Бахчисарай — Севастополь                                            | 66,4            |
|                                                       | Під'їзд до аеропорту «Бельбек»                                                    | 2,9             |
|                                                       | Разом                                                                             | 69,3            |
| Н07                                                   | Київ — Суми — Юнаківка                                                            | 336,3           |
| Н08                                                   | Бориспіль — Дніпро — Запоріжжя — Маріуполь                                        | 650,7           |
|                                                       | Під'їзд до аеропорту «Дніпро»                                                     | 5,3             |
|                                                       | Під'їзд до о. Хортиця (автотранспортна магістраль через р. Дніпро у м. Запоріжжі) | 9,1             |
|                                                       | Разом                                                                             | 665,2           |
| Н09                                                   | Мукачево — Рахів — Богородчани — Івано-Франківськ — Рогатин — Бібрка — Львів      | 429,5           |
| Н10                                                   | Стрий — Івано-Франківськ — Чернівці — Мамалига                                    | 263,2           |
|                                                       | Під'їзд до м. Івано-Франківська                                                   | 4,1             |
|                                                       | Під'їзд до м. Тисмениці                                                           | 6,8             |
|                                                       | Разом                                                                             | 274,1           |
| Н11                                                   | Дніпро — Миколаїв (через м. Кривий Ріг)                                           | 238,2           |
| Н12                                                   | Суми — Полтава (з обходом м. Сум)                                                 | 193,7           |
| Н13                                                   | Львів — Самбір — Ужгород                                                          | 231,8           |
| Н14                                                   | Олександрівка — Кропивницький — Миколаїв                                          | 229,9           |
|                                                       | Південний обхід м. Кропивницького                                                 | 11,3            |
|                                                       | Разом                                                                             | 241,2           |
| Н15                                                   | Запоріжжя — Донецьк                                                               | 210,4           |
| Н16                                                   | Золотоноша — Черкаси — Сміла — Умань                                              | 209,7           |
| Н17                                                   | Львів — Радехів — Луцьк                                                           | 130,5           |
| Н18                                                   | Івано-Франківськ — Бучач — Тернопіль                                              | 106,8           |
| Н19                                                   | Ялта — Севастополь                                                                | 80,7            |
| Н20                                                   | Слов'янськ — Донецьк — Маріуполь                                                  | 222,0           |
| Н21                                                   | Старобільськ — Луганськ — Хрустальний — Макіївка — Донецьк                        | 221,0           |
| Н22                                                   | Устилуг — Луцьк — Рівне                                                           | 147,9           |
| Н23                                                   | Кропивницький — Кривий Ріг — Запоріжжя                                            | 255,8           |
|                                                       | Під'їзд до аеропорту «Кривий Ріг»                                                 | 2,4             |
|                                                       | Разом                                                                             | 258,2           |
| Н24                                                   | Благовіщенське — Миколаїв                                                         | 228,6           |
|                                                       | Під'їзд до міжнародного аеропорту «Миколаїв»                                      | 2,3             |
|                                                       | Разом                                                                             | 230,9           |
| Н25                                                   | Городище — Рівне — Старокостянтинів                                               | 292,1           |
|                                                       | Під'їзд до м. Рівного                                                             | 2,7             |
|                                                       | Під'їзд до м. Нетішина                                                            | 2,4             |
|                                                       | Разом                                                                             | 297,2           |
| Н26                                                   | Чугуїв — Мілове (через м. Старобільськ)                                           | 298,3           |
| Н27                                                   | Чернігів — Мена — Сосниця — Грем'яч                                               | 204,0           |
| Н28                                                   | Чернігів — Городня — Сеньківка                                                    | 71,4            |
| Н30                                                   | Василівка — Бердянськ                                                             | 136,4           |
| Н31                                                   | Дніпро — Царичанка — Кобеляки — Решетилівка                                       | 157,9           |
| Н32                                                   | Покровськ — Бахмут — Михайлівка                                                   | 137,4           |
| Н33                                                   | Одеса — Білгород-Дністровський — Монаші — М15 з під'їздом до порту Чорноморськ    | 97,2            |
| Загальна протяжність національних автомобільних доріг | Загальна протяжність національних автомобільних доріг                             | 7175,2          |

## Переліки національних автомобільних доріг України, що втратили чинність

### 2016—2019 рр.[2]
Перелік затверджений 16 вересня 2015 року і набрав чинності 1 січня 2016 р.
| Індекс та номер дороги                                | Найменування автомобільної дороги | Протяжність, км |
| ----------------------------------------------------- | --- | --------------- |
| Н01                                                   | Київ — Знам'янка | 272,9           |
| Н01                                                   | Під'їзд до м. Обухів | 8,3             |
| Н01                                                   | Разом | 281,2           |
| Н02                                                   | Львів — Тернопіль | 111,9           |
| Н03                                                   | Житомир — Чернівці | 335,0           |
| Н03                                                   | Обхід м. Дунаївців | — 2,7           |
| Н03                                                   | Разом | — 337,7         |
| Н05                                                   | Красноперекопськ — Сімферополь | 115,0           |
| Н05                                                   | Під'їзд до міжнародного аеропорту Сімферополь | 1,0             |
| Н05                                                   | Разом | 116,0           |
| Н06                                                   | Сімферополь — Бахчисарай — Севастополь | 66,4            |
| Н06                                                   | Під'їзд до аеропорту «Бельбек» м. Севастополь | 2,9             |
| Н06                                                   | Разом | 69,3            |
| Н07                                                   | Київ — Суми — Юнаківка (на Курськ) | 339,6           |
| Н08                                                   | Бориспіль — Кременчук — Дніпропетровськ — Запоріжжя | 429,6           |
| Н08                                                   | Під'їзд до аеропорту Дніпропетровськ | 5,3             |
| Н08                                                   | Разом | 434,9           |
| Н09                                                   | Мукачеве — Рахів — Богородчани — Івано-Франківськ — Рогатин — Бібрка — Львів | 423,6           |
| Н09                                                   | Під'їзд до курортної зони «Буковель» | 7,7 ———         |
| Н09                                                   | Разом | 442,8 ———       |
| Н10                                                   | Стрий — Івано-Франківськ — Чернівці — Мамалига (на Кишинів) | 263,5 275,0     |
| Н10                                                   | Під'їзд до м. Івано-Франківська | 4,0 4,1         |
| Н10                                                   | Під'їзд до м. Тисмениці | 7,1             |
| Н10                                                   | Разом | 274,6 286,2     |
| Н11                                                   | Дніпропетровськ — Миколаїв (через Кривий Ріг) | 239,5           |
| Н12                                                   | Суми — Полтава | 151,6           |
| Н12                                                   | Обхід м. Суми | 18,8            |
| Н12                                                   | Разом | 170,4           |
| Н13                                                   | Львів — Самбір — Ужгород | 232,5           |
| Н14                                                   | Олександрівка — Кропивницький — Миколаїв | 214,3           |
| Н14                                                   | Південний обхід м. Кропивницький | 25,6            |
| Н14                                                   | Разом | 239,9           |
| Н15                                                   | Запоріжжя — Донецьк | 210,7           |
| Н16                                                   | Золотоноша — Черкаси — Сміла — Умань | 199,6           |
| Н17                                                   | Львів — Радехів — Луцьк | 130,5           |
| Н18                                                   | Івано-Франківськ — Бучач — Тернопіль | 106,9           |
| Н19                                                   | Ялта — Севастополь | 80,7            |
| Н20                                                   | Слов'янськ — Донецьк — Маріуполь | 190,4           |
| Н21                                                   | Старобільськ — Луганськ — Красний Луч — Макіївка — Донецьк | 206,6 219,3     |
| Н22                                                   | Устилуг — Луцьк — Рівне | 155,9           |
| Н23                                                   | Кропивницький — Кривий Ріг — Запоріжжя | 251,1           |
| Н23                                                   | Під'їзд до аеропорту «Кривий Ріг» | 2,6             |
| Н23                                                   | Разом | 253,7           |
| Н32                                                   | Покровськ (М04, Т 0515, Т 0406) — Мирноград (Т 0511) — Новоекономічне — Автошлях Н20 — Костянтинівка (Н20, Т 0516) — Бахмут (Т 0513) — Автошлях М03 — Попасна — Первомайськ (Т 1316) — Кадіївка (Т 1317) — Брянка — Алчевськ — Михайлівка (М04, Т 1315) | 130,9           |
| Загальна протяжність національних автомобільних доріг | Загальна протяжність національних автомобільних доріг | 4822,6 4830,4   |

### 2013—2016 рр.[4]
| Індекс та номер дороги                                | Найменування автомобільної дороги                                            | Протяжність, км |
| ----------------------------------------------------- | ---------------------------------------------------------------------------- | --------------- |
| Н01                                                   | Київ — Знам'янка                                                             | 272,9           |
| Н01                                                   | Під'їзд до м. Обухів                                                         | 8,3             |
| Н01                                                   | Разом                                                                        | 281,2           |
| Н02                                                   | Львів — Тернопіль                                                            | 111,9           |
| Н03                                                   | Житомир — Чернівці                                                           | 335             |
| Н04                                                   | Одеса — Чорноморськ                                                          | 14              |
| Н05                                                   | Красноперекопськ — Сімферополь                                               | 115             |
| Н05                                                   | Під'їзд до міжнародного аеропорту Сімферополь                                | 1               |
| Н05                                                   | Разом                                                                        | 116             |
| Н06                                                   | Сімферополь — Бахчисарай — Севастополь                                       | 66,4            |
| Н06                                                   | Під'їзд до аеропорту «Бельбек» м. Севастополь                                | 2,9             |
| Н06                                                   | Разом                                                                        | 69,3            |
| Н07                                                   | Київ — Суми — Юнаківка (на Курськ)                                           | 339,6           |
| Н08                                                   | Бориспіль — Кременчук — Дніпропетровськ — Запоріжжя                          | 429,6           |
| Н08                                                   | Під'їзд до аеропорту Дніпропетровськ                                         | 5,3             |
| Н08                                                   | Разом                                                                        | 434,9           |
| Н09                                                   | Мукачеве — Рахів — Богородчани — Івано-Франківськ — Рогатин — Бібрка — Львів | 435,1           |
| Н09                                                   | Під'їзд до курортної зони «Буковель»                                         | 7,7             |
| Н09                                                   | Разом                                                                        | 442,8           |
| Н10                                                   | Стрий — Івано-Франківськ — Чернівці — Мамалига (на Кишинів)                  | 263,5           |
| Н10                                                   | Під'їзд до м. Івано-Франківська                                              | 4               |
| Н10                                                   | Під'їзд до м. Тисмениці                                                      | 7,1             |
| Н10                                                   | Разом                                                                        | 274,6           |
| Н11                                                   | Дніпропетровськ — Миколаїв (через Кривий Ріг)                                | 239,5           |
| Н12                                                   | Суми — Полтава                                                               | 151,6           |
| Н12                                                   | Обхід м. Суми                                                                | 18,8            |
| Н12                                                   | Разом                                                                        | 170,4           |
| Н13                                                   | Львів — Самбір — Ужгород                                                     | 232,5           |
| Н14                                                   | Олександрівка — Кропивницький — Миколаїв                                     | 214,3           |
| Н14                                                   | Південний обхід м. Кропивницький                                             | 25,6            |
| Н14                                                   | Разом                                                                        | 239,9           |
| Н15                                                   | Запоріжжя — Донецьк                                                          | 210,7           |
| Н16                                                   | Золотоноша — Черкаси — Сміла — Умань                                         | 199,6           |
| Н17                                                   | Львів — Радехів — Луцьк                                                      | 130,5           |
| Н18                                                   | Івано-Франківськ — Бучач — Тернопіль                                         | 106,9           |
| Н19                                                   | Ялта — Севастополь                                                           | 80,7            |
| Н20                                                   | Слов'янськ — Донецьк — Маріуполь                                             | 190,4           |
| Н21                                                   | Старобільськ — Луганськ — Красний Луч — Макіївка — Донецьк                   | 206,6           |
| Н22                                                   | Устилуг — Луцьк — Рівне                                                      | 155,9           |
| Н23                                                   | Кропивницький — Кривий Ріг — Запоріжжя                                       | 251,1           |
| Н23                                                   | Під'їзд до аеропорту «Кривий Ріг»                                            | 2,6             |
| Н23                                                   | Разом                                                                        | 253,7           |
| Загальна протяжність національних автомобільних доріг | Загальна протяжність національних автомобільних доріг                        | 4822,6          |

### 2007—2013 рр.[5]
| Індекс та номер дороги                                | Найменування автомобільної дороги                           | Протяжність, км |
| ----------------------------------------------------- | ----------------------------------------------------------- | --------------- |
| Н01                                                   | Київ — Знам'янка                                            | 266,4           |
|                                                       | Під'їзд до м. Обухів                                        | 8,3             |
|                                                       | Разом                                                       | 274,7           |
| Н02                                                   | Львів — Тернопіль                                           | 111,9           |
| Н03                                                   | Житомир — Чернівці                                          | 325,3           |
| Н05                                                   | Красноперекопськ — Сімферополь                              | 115             |
|                                                       | Під'їзд до міжнародного аеропорту Сімферополь               | 1               |
|                                                       | Разом                                                       | 116             |
| Н06                                                   | Сімферополь — Бахчисарай — Севастополь                      | 66,4            |
|                                                       | Під'їзд до аеропорту «Бельбек» м. Севастополь               | 2,9             |
|                                                       | Разом                                                       | 69,3            |
| Н07                                                   | Київ — Суми — Юнаківка (на Курськ)                          | 334,7           |
| Н08                                                   | Бориспіль — Кременчук — Дніпропетровськ — Запоріжжя         | 429,6           |
|                                                       | Під'їзд до аеропорту Дніпропетровськ                        | 5,3             |
|                                                       | Разом                                                       | 434,9           |
| Н09                                                   | Мукачеве — Івано-Франківськ — Рогатин — Львів (через Рахів) | 422             |
|                                                       | Під'їзд до курортної зони «Буковель»                        | 7,7             |
|                                                       | Разом                                                       | 429,7           |
| Н10                                                   | Стрий — Івано-Франківськ — Чернівці — Мамалига (на Кишинів) | 272,8           |
|                                                       | Під'їзд до м. Івано-Франківськ                              | 10,9            |
|                                                       | Разом                                                       | 283,7           |
| Н11                                                   | Дніпропетровськ — Миколаїв (через Кривий Ріг)               | 239,6           |
| Н12                                                   | Суми — Полтава                                              | 151,4           |
|                                                       | Обхід м. Суми                                               | 18,8            |
|                                                       | Разом                                                       | 170,2           |
| Н13                                                   | Львів — Самбір — Ужгород                                    | 227,5           |
| Н14                                                   | Олександрівка — Кропивницький — Миколаїв                    | 239,3           |
|                                                       | Південний обхід м. Кропивницький                            | 25,6            |
|                                                       | Разом                                                       | 264,9           |
| Н15                                                   | Запоріжжя — Донецьк                                         | 208,8           |
| Н16                                                   | Золотоноша — Черкаси — Сміла — Умань                        | 196,7           |
| Н17                                                   | Львів — Радехів — Луцьк                                     | 130,5           |
| Н18                                                   | Івано-Франківськ — Бучач — Тернопіль                        | 106,8           |
| Н19                                                   | Ялта — Севастополь                                          | 81              |
| Н20                                                   | Слов'янськ — Донецьк — Маріуполь                            | 190,6           |
| Н21                                                   | Старобільськ — Луганськ — Красний Луч — Макіївка — Донецьк  | 206,8           |
| Н22                                                   | Устилуг — Луцьк — Рівне                                     | 155,9           |
| Н23                                                   | Кропивницький — Кривий Ріг — Запоріжжя                      | 244,6           |
| Загальна протяжність національних автомобільних доріг | Загальна протяжність національних автомобільних доріг       | 4818,1          |